# 奧斯汀·彼得森
奧斯汀·彼得森（英語：Austin Petersen；1981年2月19日—），是美國的政治活動家、不可知论者和作家，擁有密蘇里州立大學音樂劇學位，他因在2016年美國總統選舉自由意志黨的總統提名位列第三名而知名。
彼得森在2015年宣布參與自由意志黨的總統選舉提名，《洛杉磯時報》報導馬特·韋爾奇形容彼得森是「渴望自由意志主義的傢伙」（"an eager libertarian dudebro on the make"）。
2016年5月29日，他在2016年自由意志黨全國代表大會第二輪投票輸給加里·約翰遜，失去提名資格，然後彼得森恭賀約翰遜獲得提名，送給他一支喬治·華盛頓手槍的複製品；其後彼得森因為約翰遜接過手槍後「毫不客氣地打發它在垃圾桶」而拒絕承認約翰遜挑選的副總統人選威廉·韋爾德；不過到最後還是支持二人出選。

## 其他活動
截至2016年，彼得森是一間自由主義者新聞和評論網站、照片和影片諮詢機構與出版商「自由意志共和國」（The Libertarian Republic）的老闆。